# Sniertekjaureh
Sniertekjaureh är en sjö i Kiruna kommun i Lappland och ingår i Torneälvens huvudavrinningsområde. Sjön har en area på 0,0839 kvadratkilometer och ligger 737,1 meter över havet. Sjön avvattnas av vattendraget Kåbmejåkkå.

## Delavrinningsområde
Sniertekjaureh ingår i det delavrinningsområde (764755-168925) som SMHI kallar för Utloppet av Tjålmejaure. Medelhöjden är 774 meter över havet och ytan är 35,06 kvadratkilometer. Det finns inga avrinningsområden uppströms utan avrinningsområdet är högsta punkten. Kåbmejåkkå som avvattnar avrinningsområdet har biflödesordning 3, vilket innebär att vattnet flödar genom totalt 3 vattendrag innan det når havet efter 578 kilometer. Avrinningsområdet består mestadels av kalfjäll (91 procent). Avrinningsområdet har 3,25 kvadratkilometer vattenytor vilket ger det en sjöprocent på 9,3 procent.